# 入浴恐怖症
入浴恐怖症（にゅうよくきょうふしょう）は、入浴や水に関連する状況に対して強い恐怖や不安を感じる状態を指す。この恐怖症は、様々な要因によって引き起こされる。例えば、過去のトラウマや水に対する悪い経験、または水の深さや閉塞感に対する恐怖が影響する場合がある。

## 主な特徴
- 不安感: 入浴の前や入浴中に強い不安を感じる。
- 回避行動: 入浴を避けたり、シャワーに切り替えたりすることがある。